# Eugen Goldstein
Gotthilf-Eugen Goldstein (Gleiwitz, 5 de setembro de 1850 — Berlim, 25 de dezembro de 1930) foi um físico alemão que desempenhou fundamental papel nos estudos sobre raios X.
Em 1886, Goldstein, provocando descargas elétricas num tubo a pressão reduzida (10 mmHg) e usando um cátodo perfurado, observou a formação de um feixe luminoso (raios canais) no sentido oposto aos raios catódicos e determinou que esses raios era constituídos por partículas positivas.
Os raios canais variavam em função do gás contido no tubo. Quando o gás era hidrogênio, obtinham-se raios com partículas de menor massa, as quais foram consideradas as partículas fundamentais, com carga positiva, e denominadas prótons pelo seu descobridor, Rutherford, em 1904.
Eugen morreu aos 80 anos no feriado de natal, em 1930, e atualmente está sepultado no Cemitério Judaico Berlim Weißensee.